# Erastria aesymnusaria
Erastria aesymnusaria là một loài bướm đêm trong họ Geometridae.